# La tragedia di X
La tragedia di X (titolo originale The Tragedy of X) è un romanzo del 1932 dell'autore americano Ellery Queen, il primo della serie con protagonista Drury Lane. Il romanzo, in origine pubblicato a firma Barnaby Ross, è composto come un testo teatrale: tre atti più un capitolo finale intitolato Dietro le quinte. Ogni atto è composto da diverse scene e ogni scena è titolata e riporta la data e l'ora dell'evento narrato.

## Trama
Venerdì 4 settembre. Harley Longstreet e la sua fidanzata Cherry Browne riuniscono una serie di persone, amici e semplici conoscenti, nell'appartamento di un albergo. Dopo l'arrivo di tutti gli invitati, Harley fa una dichiarazione importante, annunciando che ha intenzione di sposare Cherry Browne. Dopo un primo momento di sbigottimento, tutto il gruppo si congratula con i due prossimi sposi. Per coronare la loro felicità, Harley e Cherry invitano tutti i presenti alla festa che hanno organizzato a casa di Harley.
Gli invitati, nel trasferimento dall'albergo alla residenza di Longstreet, utilizzano l'autobus e proprio sul mezzo pubblico Harley Longstreet muore durante il tragitto. La polizia interviene immediatamente e fa trasferire l'autobus, con tutti i passeggeri, al deposito, dove avvengono i primi interrogatori e dove il dottor Schilling, medico legale, esegue una prima analisi del cadavere. Il responso del dottor Schilling è categorico: Harley Longstreet è stato ucciso con un veleno potentissimo, la nicotina; qualcuno aveva messo nella tasca della sua giacca un sughero con spilli imbevuti di nicotina liquida che avevano punto l'uomo quando aveva messo la mano in tasca.
Gli interrogatori proseguono il giorno successivo nella sede della ditta di Harley Longstreet e del suo socio John De Witt. Da questi interrogatori emerge che Harley non aveva nessun amico: tutti i conoscenti, chi più chi meno, lo odiavano per un motivo o per un altro.
Martedì 8 settembre. Il procuratore distrettuale Walter Bruno e l'ispettore Thumm si presentano a casa di Drury Lane per chiedergli aiuto. Drury Lane, ex attore di teatro divenuto completamente sordo, è stato di fondamentale aiuto alle autorità in un caso precedente, grazie al suo spirito critico e alle sue capacità deduttive. Dopo aver appreso i dettagli del delitto da Thumm e Bruno, Lane dichiara che il caso è elementare, che il corso dell'azione è evidente, lasciando intendere di aver già capito chi è l'assassino, pur senza averne le prove.
Il giorno dopo il procuratore distrettuale Walter Bruno riceve una lettera anonima. Il mittente, che vuole rimanere per ora anonimo, ha delle fondamentali informazioni utili per risolvere l'intricato caso e invita pertanto la polizia a presentarsi mercoledì 9 settembre nella sala d'aspetto dei traghetti.
Mercoledì 9 settembre. La polizia e Drury Lane si presentano alla sala d'aspetto, ma li attende una sorpresa: il cadavere di Charles Wood, il bigliettaio dell'autobus dove è stato ucciso Harley Longstreet, viene ripescato dal fiume dove sembra sia stato gettato di proposito. La polizia cerca di bloccare tutte le persone presenti sul traghetto appena approdato, ma molte di esse sono già scese. Tra le persone fermate c'è John De Witt, il socio di Harley Longstreet. La polizia, dopo un'analisi calligrafica, accerta che il mittente della lettera anonima era proprio Charles Wood.
Le indagini proseguono in tutte le direzioni, e anche Drury Lane incomincia ad indagare per conto proprio con i suoi personalissimi sistemi. Sospettando di John De Witt, la polizia lo incrimina per entrambi i delitti, nonostante Drury Lane consigli di soprassedere. Lui sa che John De Witt è innocente e che le autorità stanno commettendo un errore.
Venerdì 9 ottobre. Si svolge il processo a John De Witt. Durante l'istruttoria emergono fatti nuovi, messi in luce proprio da Drury Lane, che scagionano l'imputato. Basandosi sul fatto che il giorno dell'omicidio De Witt si era ferito alla mano poco prima, Lane dimostra che non avrebbe potuto spingere in mare Wood senza riaprire la ferita. Per festeggiare l'assoluzione, John De Witt organizza una festa alla quale partecipano tutti i suoi amici e anche Drury Lane. Al termine dell'intrattenimento, a serata inoltrata, tutta la compagnia si dirige alla stazione per rientrare in città. Durante il viaggio sul treno avviene il terzo omicidio, vittima proprio John De Witt, che viene trovato morto per un colpo di pistola calibro 38 diretto al cuore. L'unico indizio è che De Witt prima di morire ha incrociato le dita formando una X, forse per indicare in qualche modo l'assassino. Da questo momento l'assassino verrà definito "il signor X".
Il romanzo prosegue con alcuni altri colpi di scena, fino alla rivelazione finale per opera di Drury Lane.

## Personaggi
- Drury Lane: ex attore di teatro
- Quacey: domestico di Drury Lane
- Walter Bruno: procuratore distrettuale
- Thumm: ispettore di polizia
- Dottor Schilling: medico legale
- Harley Longstreet: agente di cambio e socio di John De Witt
- Cherry Browne: fidanzata di Harley Longstreet
- John De Witt: agente di cambio e socio di Harley Longstreet
- Fern De Witt: seconda moglie di John De Witt
- Jeanne De Witt: figlia di John De Witt
- Christopher "Kit" Lord: fidanzato di Jeanne De Witt
- Mike Collins: uomo politico, conoscente di Longstreet
- Louis Imperiale: uomo d'affari svizzero, amico di De Witt
- Frank Ahearn: ingegnere in pensione, amico di De Witt
- Charles Wood: bigliettaio
- Lionel Brooks: avvocato
- Fred Lyman: avvocato
- Ann Platt: segretaria di Longstreet
- Pollux: attore, ex amante di Cherry Browne
- Jorgens: maggiordomo di De Witt
- Juan Ajos: console dell'Uruguay

## Critica
"Le parti migliori del libro sono quelle che riguardano il personaggio di Drury Lane stesso, i suoi colleghi e la sua abilità nel travestimento. La sua dimora sul fiume Hudson mostra l'interesse di Ellery Queen per il design, proprio come i riferimenti all'Art Déco in Sorpresa a mezzogiorno. Il mistero in questo libro è molto elaborato, include tre complicati omicidi e il finale è deduttivo, come in tutti i primi libri di Queen, ma la soluzione è azzardata e la trama non è particolarmente originale. Il primo delitto evidenzia il talento di Queen per le mise-en-scène surrealistiche. Il terzo omicidio contiene il primo esempio di "messaggio postumo" della vittima nei libri di Queen."
"[...]le quattro avventure di Drury Lane, a nostro avviso, rivestono un significato che va al di là del singolo personaggio, ma riguarda tutto il modo di concepire la letteratura gialla di un'epoca. [...] Drury Lane [...] è stato, e rimane, il personaggio di un'epoca, di un certo stile, come Sherlock Holmes, come il Dottor Thorndyke, come Philo Vance. Rimane nel bene e nel male, con i suoi pregi e con i suoi difetti, un modo di concepire la narrativa poliziesca, un modo che può essere apprezzato o riprovato ma che indiscutibilmente non può che rappresentare un punto fermo di riferimento per chiunque voglia approfondire la genesi della letteratura gialla."
Questo romanzo fu incluso dal noto critico e storico del mystery Howard Haycraft nella sua lista delle pietre miliari della letteratura poliziesca, inclusa nella prima edizione del suo libro Murder for Pleasure.

## Edizioni
- Ellery Queen, La tragedia di X, Arnoldo Mondadori Editore, 1967.
- Ellery Queen, La tragedia di X, in Tre lettere per tre delitti, collana Supergiallo - I grandi maestri n. 2, traduzione di Carmen Iarrera, Arnoldo Mondadori Editore, 2007, ISSN 1123-0797 (WC · ACNP).